# Hyperolius cinnamomeoventris
A Hyperolius cinnamomeoventris a kétéltűek (Amphibia) osztályába, a békák (Anura) rendjébe és a mászóbékafélék (Hyperoliidae) családjába tartozó faj.

## Előfordulása
Angola, Kamerun, a Kongói Köztársaság, a Kongói Demokratikus Köztársaság, Egyenlítői-Guinea, Gabon, Kenya, Uganda és Zambia területén honos. Jelenléte bizonytalan a Közép-afrikai Köztársaságban, Ruandában, Szudánban és Tanzániában.

## Megjelenése
A hím testhossza 19–28 milliméter, a nőstény 19–27 milliméter.

## Külső hivatkozás
- Képek az interneten a nembe tartozó fajokról